# دروغین‌دندان‌ها

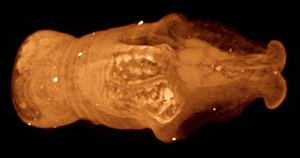
دروغین‌دندان‌ها

دروغین‌دندان‌ها (نام علمی: Falcidens) نام یک سرده از زیررده سپرپایان است.